# Naif Al-Hadhrami
Naif Abdulraheem Al-Hadhrami (tiếng Ả Rập: نايف عبدالرحيم الحضرمي; sinh ngày 18 tháng 7 năm 2001) là một cầu thủ bóng đá chuyên nghiệp người Qatar hiện thi đấu ở vị trí tiền vệ cho câu lạc bộ Al-Rayyan SC và đội tuyển quốc gia Qatar.